# South Manchester Railroad
| South Manchester Railroad                                                                  | South Manchester Railroad |
| ------------------------------------------------------------------------------------------ | ------------------------- |
| South Manchester Railroad an der Ecke von Hartford Road und Elm Street bei der Cheney Hall |                           |
| Wegerechtskarte, November 1932                                                             |                           |
| Streckenlänge:                                                                             | 5,232 km                  |
| Spurweite:                                                                                 | 1435 mm (Normalspur)      |
|                                                                                            |                           |

Die South Manchester Railroad (auch bekannt als Cheney Railroad oder Cheney’s Goat) war die Betreibergesellschaft einer kurzen Eisenbahnstrecke in Manchester, Connecticut. Sie war von 1869 bis in die 1980er Jahre in Betrieb.

## Geschichte
Die Eisenbahngesellschaft wurde am 30. Mai 1866 gegründet, und ihre Bahnstrecke wurde drei Jahre später von den Gebrüdern Cheney fertiggestellt, die damals für ihren Erfolg in der Seidenindustrie bekannt waren. Es gab eine 3,109 km lange Strecke und 2,123 km lange Neben- und Abstellgleise, nach anderer Quelle war die Strecke 3,6 km lang. Es war damals die einzige Eisenbahn in den USA, deren Besitzer eine Familie und nicht eine Gesellschaft war.

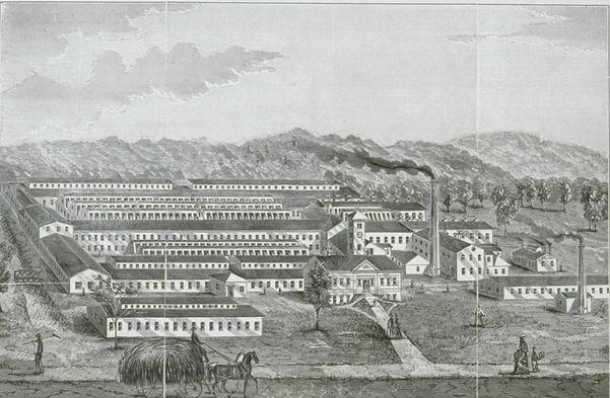
Seidenspinnerei der Gebrüder Cheney am Hop Brook um 1876

Sie wurde zum Transport von Seidenprodukten von der Seidenspinnerei und -weberei in Manchester zu anderen Gebäuden des Unternehmens in Hartford, Connecticut genutzt. Einige Arbeiter nutzten sie auch für eine geringe Gebühr, um zu ihrem Arbeitsplatz zu fahren, aber die meisten wohnten in Häusern auf dem Gelände.
Im Jahr 1914 wurde eine innovative Vorrichtung zur automatischen Vermeidung von Zusammenstößen erfolgreich getestet, nachdem Präsident Mollen einen Preis dafür ausgeschrieben hatte, eine solche zu entwickeln. Dazu wurden die beiden Schienen des Gleises verkabelt und ein batteriegespeistes System auf der Lokomotive installiert, das das Hauptventil schloss und die Luftdruckbremsen anlegte, wenn die Achsen eines anderen Schienenfahrzeugs einen Kurzschluss zwischen den Schienen erzeugten.
Die Bahngesellschaft bot ihre Dienstleistungen nicht nur den Angestellten von Cheney an. Sie wurde auch von Studenten genutzt, die vom Südende zur Hartford Public High School fuhren, bevor die Manchester High School 1904 gebaut wurde. Theatergäste fuhren damit zur Cheney Hall und Geschäftsleute zu den dort veranstalteten Seiden-Shows. An Sonntagen brachte der Zug Kirchgänger zur katholischen Kirche am Nordende und der Fahrplan für die Rückfahrt wurde jeweils auf die Zeit abgestimmt, die der Priester für seine Messe brauchte. Bei besonderen Veranstaltungen nutzten bis zu 3500 Fahrgäste pro Tag den Zug, und zahlten jeweils 10 Cent pro Fahrt. Die Bahn transportierte außerdem Kohle zu den am Südende gelegenen Papierfabriken und landwirtschaftliche Produkte von Süden nach Norden.
Während der Weltwirtschaftskrise in den 1930er Jahren begannen die Gebrüder Cheney, einen Großteil ihres Anlagevermögens zu verkaufen. Die Eisenbahn war ein Teil dieser Liquidation.
Anfangs gab es unbeschrankte Bahnübergänge über die Center Street und Hilliard Street. Später wurden wegen Sicherheitsbedenken der Anwohner hölzerne Trestle-Brücken über diese Straßen gebaut. Der Bahnübergang an der Woodland Street blieb aber nach wie vor auf dem Straßenniveau. Der letzte Personentransport fand 1933 statt, aber der Güterverkehr bestand noch bis in die 1980er Jahre.

## Unfälle

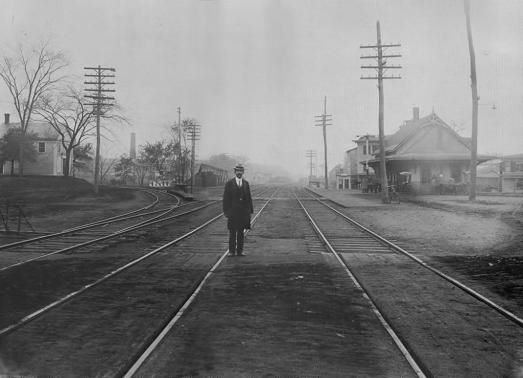
Nordende der South Manchester Railroad um 1900

Zwei tödliche Unfälle geschahen mit Betrunkenen. Das erste Opfer wurde am Bahnübergang des Middle Turnpike von einem fahrenden Zug erfasst. Er wurde erst auf der Rückfahrt bemerkt und starb kurz darauf am Unfallort. Seine Halbliterflasche Schnaps lag noch unzerbrochen am Gleis. Der andere tödliche Unfall geschah auf dem Bahndamm am Center Springs Teich.
Ein anderer Mann, der im Winter vom Zug erfasst und verletzt worden war, wurde auf einem Schlitten nach Hause gebracht. Als der Verkehrs-Superintendent Richard O. Cheney ihn am selben Tag besuchte, entschuldigte sich der Verletzte dafür, dem Zug in die Quere gekommen zu sein. Nach seiner Genesung soll er keinen Tropfen Alkohol mehr angerührt haben.

## Bahnhof
Der Bahnhof wurde 1879 für den Personen- und Güterverkehr errichtet. Er lag an der Ecke von Park Street und Elm Terrace.

## Lokomotiven

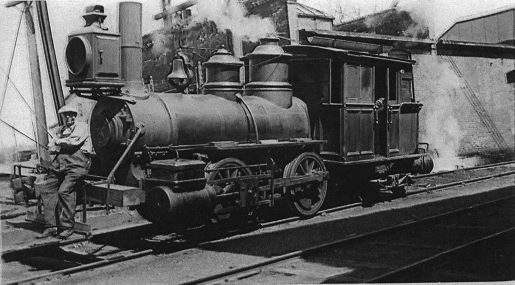
Dampflok Mt. Nebo

Eine Dampflok der Bauart B’2 (0-4-4) mit dem Namen Mt. Nebo wurde 1879 von den Baldwin Locomotive Works in Philadelphia, Pennsylvania geliefert. Sie wurde von Matthias Nace Forney für den Güter- und Personenverkehr konstruiert und patentiert.

## Gegenwart
2005 wurde eine Meile (1,6 km) der Eisenbahnstrecke vom Manchester Land Conservation Trust erworben. Die Trasse wird als Fußweg, der Cheney Rail Trail genannt wird, genutzt. Ein Teil der Strecke besteht noch und wird von Schienenfahrzeugen befahren.